# Красная улица (Моршанск)
Улица Красная (до 1917 года — Соборная) — улица в Моршанске.
На улице располагается символа города, его архитектурная жемчужина и главная достопримечательность — Свято-Троицкий собор.

## Здания
- Естественно-гуманитарный колледж (дом купца Смесова). Напротив дома купца Смесова до 30-х годов прошлого столетия высился самый старый храм города — Софийский собор, построенный ещё в 1752 году, то есть в то время, когда наш Моршанск был селом Моршей.
- Дом Платицына.
- Городской сад.

## Предприятия, организации
- Моршанский леспромхоз Тамбовского областного управления сельского хозяйства (угол Интернациональной), основанный в 1952 году и занимавшийся заготовкой и вывозом леса, сплавом древесины, выработкой пиломатериалов
- Моршанский опытно-показательный лесокомбинат (угол Сакко и Ванцетти).
- Окна KBE (угол Красной и Интернациональной).
- Военно-мемориальные услуги (д. № 28).
- Ремонт теле-аудио-видео техники «Техникс» (д. № 26).
- Мир Антенн (д. № 42)

## Социальные объекты
- Недалеко от библиотечного техникума, стоящего на улице Лотикова, находится строительный, созданный в 1940 году на базе рабфака. В 1933 году в здании современной станции юных техников была начальная школа для слепых и слабовидящих детей.
- В 1928 году на ул. Красной, ближе к ул. Сакко и Ванцетти, выросло новое здание детского сада.